# Cry Forever
Cry Forever è il secondo album in studio della cantautrice australiana Amy Shark, pubblicato nel 2021.

## Tracce
1. The Wolves – 2:52
2. Everybody Rise – 3:10
3. Worst Day of My Life – 3:01
4. C'mon (featuring Travis Barker) – 3:40
5. All the Lies About Me – 2:57
6. Miss You – 2:56
7. Love Songs Ain't for Us (featuring Keith Urban) – 3:40
8. I'll Be Yours – 3:27
9. You'll Never Meet Anyone Like Me Again – 3:16
10. That Girl – 2:27
11. Lonely Still – 2:48
12. Baby Steps – 3:11
13. Amy Shark – 3:07